# Villa p.

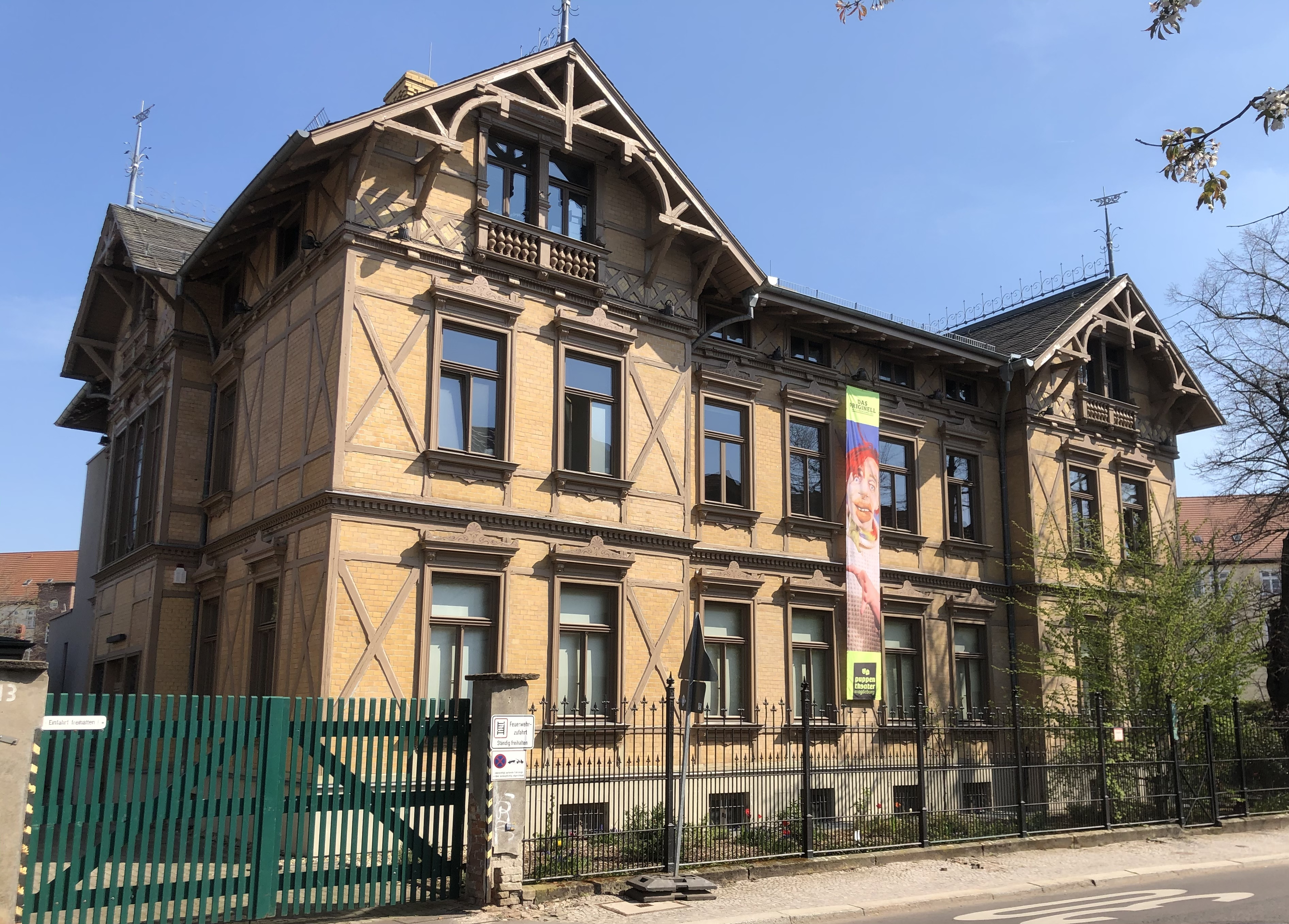
villa p. im Jahr 2021

Die villa p. ist eine denkmalgeschützte gründerzeitliche Fachwerkvilla im Magdeburger Stadtteil Buckau, die die Figurenspielsammlung des Puppentheaters Magdeburg beherbergt.
Sie befindet sich in der Porsestraße 13 in 39104 Magdeburg.

## Geschichte des Hauses
Die heutige villa p. befindet sich auf dem historischen Mühlenberg (seit 1902 Mühlberg), der seinen Namen von einer hier befindlichen, 1677 erstmals urkundlich erwähnten Mühle hat. Zunächst gehörte die Mühle zum Kloster Berge, 1775 ging sie in Privatbesitz über. 1830 brannte die Mühle ab.
Im Zuge der Industrialisierung wurde der Magdeburger Stadtteil Buckau zum Industriestandort. 1859 zog auch die später weltweit erfolgreiche Magdeburger Firma „Schaeffer & Budenberg Maschinen- und Dampfkesselarmaturenfabrik“ nach Buckau. Der Schwiegersohn des Firmengründers Bernhard Schäffer, der Fabrikant Friedrich Wilhelm (Fritz) Dresel, errichtete 1884 im Nachbargrundstück der ehemaligen Mühle als repräsentativen Wohnsitz ein Rayonhaus – die jetzige villa p.
Das Gebäude in der heutigen Porsestraße überstand beide Weltkriege unbeschadet und wurde nach Kriegsende 1945 beschlagnahmt und zunächst US-amerikanisch, später sowjetisch besetzt. Bis 1958 wechselten verschiedene Nutzer, u. a. die Fachschule für Kindergärtnerinnen, die Abteilung Handel und Versorgung, das Wohnungsamt sowie der Rat des Schulbezirks Südost der Stadt Magdeburg. Danach hatte hier die Makarenko-Förderschule, von 1990 bis 2010 die Städtische Beschäftigungsgesellschaft AQB ihren Sitz.
2006 beschloss der Stadtrat Magdeburgs die Einrichtung eines Figurenspielzentrums. Im Jahr 2010 begann mit einem Investitionsvolumen von 1,9 Millionen Euro die Vollsanierung der denkmalgeschützten Villa, die zugleich durch einen Verbindungsgang mit dem Puppentheater und dem neu entstandenen Café p. verbunden wurde. 2012 wurde sie dem Puppentheater übergeben und im November 2012 die öffentliche und ständige Figurenspielausstellung eröffnet.

## FigurenSpielSammlung Mitteldeutschland

### Inhalte der Ausstellung
Die Figurenspielsammlung präsentiert auf einer Fläche von ca. 600 m² mit mehr als 1000 Theaterpuppen und Objekten die Geschichte des Puppenspiels in Magdeburg, in Sachsen-Anhalt und im nach Süden angrenzenden mitteldeutschen Raum vom Altertum bis in die Gegenwart. Einflüsse der Weltgeschichte, der Religion, Politik und Wissenschaft auf diese volksverbundene Kunstform werden ebenso veranschaulicht wie die Entwicklung der Techniken, Materialien und Funktionen des Puppenspiels.
Themenschwerpunkte der Ausstellung:
Souterrain
- Spurensuche. Vom Altertum zum Mittelalter. Wann, wo und warum das ganze Theater anfing – Rekonstruktionen
- Überlebens-Spiel. Rund um das 17. Jahrhundert. Dreißigjähriger Krieg, Zerstörung, Lebenswille – Theater der Straße und der einfachen Leute
- Fahrendes Volk. 18. und 19. Jahrhundert und mehr. Handpuppen und Marionetten auf Märkten und in Gasthofsälen – Massenmedien ihrer Zeit
- Schichtl – eine Dynastie. 19. und 20. Jahrhundert. Schichtls Marionettentheater in Magdeburg und anderswo.
- Tanz auf dem Vulkan. Jahrhundertbeginn bis 1933. Nachkrieg, Vorkrieg, künstlerischer Aufbruch, Amüsement
- Tausend Jahre Dunkelheit. 1933–1945. Machtübernahme, Gleichschaltung, Gleichschritt, Katastrophe.
- Aufbau-Helfer. 1945–1958. Trümmerfrauen und Wiederaufbau – Künstler und Erzieher für das Puppentheater.
- Erlaubt – Verboten. 1945–1958. Kampf dem Kasper. Resignieren? Weggehen?
- Spieleflur

Erdgeschoss
- Ein Puppentheater für Magdeburg. 1958. Ein städtisches Theater in großen Dimensionen.
- Grenz-Linien. Die 1960er Jahre. Magdeburg macht sich – Professionalisierung, Mühen der Ebenen
- Stagnation und Impuls. Die 1970er Jahre. Puppenspieler mit Hochschulabschluss, neue Maßstäbe, Theaterkämpfe
- Löcher im Beton. Die 1980er Jahre. Theater spielen gegen eine verkrustete Gesellschaft.
- Suchen und Finden. Die 1990er Jahre. Künstlerische Freiheiten und neue ökonomische Zwänge.
- Blickwechsel. Die 2000er Jahre. Neue Inhalte, neue Formen. Die Vielfalt des Figurentheaters heute.
- Filmraum

Obergeschoss
- Galerie mit Sonderausstellungen

Die Sammlung ist auf Kinder und Erwachsene ausgerichtet und legt Wert auf interaktive Bereiche. Darüber hinaus gibt es museumspädagogische Führungen sowie kunst- und theaterpädagogische Angebote.